# Fashion Week de São Paulo

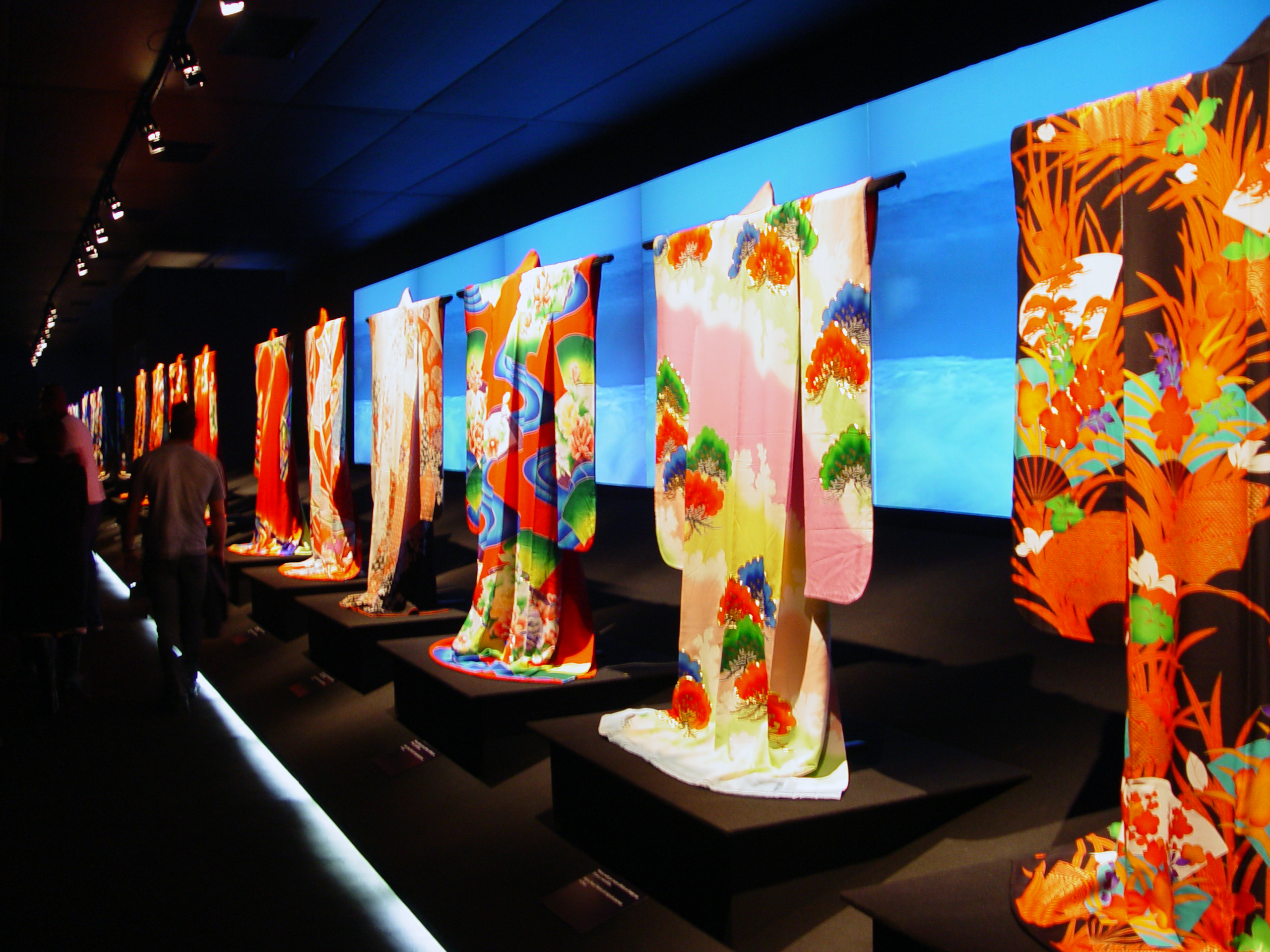
Sâo Paulo Fashion Week 2008.

La fashion week de São Paulo, est une semaine des défilés lancée en 1996 et qui a lieu deux fois par an à São Paulo, au Brésil. Elle est l'événement relatif à la mode le plus important du Brésil et d'Amérique latine. Elle est considérée comme la 5e plus importante semaine de la mode au monde, derrière les semaines de la mode de Paris, Milan, New York et Londres,.